# Titulització
La titulització (en anglès: Securitization) és una tècnica financera que consisteix clàssicament a transferir als inversors dels actius financers tals com els crèdits (per exemple factures emeses sense resultat o préstecs en curs), transformant aquests crèdits, passant per una societat ad hoc, en títols financers emesos sobre el mercat dels capitals. D'aquesta manera actius no líquids es converteixen en altres que poden generar liquiditat immediata.
Aquesta tècnica financera va néixer als Estats Units a la dècada de 1960 i des de l'any 2000 ha tingut una expansió important també a Europa. La crisi de les subprimes d'agost de 2007 va posar a la llum certes derivacions de la utilització de la titulització dels crèdits immobiliaris als Estats Units.

## Actius titulitzables
Hi ha molts tipus d'actius titulitzables, entre els quals destaquen:
- Crèdits hipotecaris
- Contracte d'arrendament amb promesa de compravenda
- Crèdits i drets sobre fluxos de pagaments emanats de l'ús en obres públiques
- Drets emanats de concessions d'infraestructures
- Crèdits i drets en general que constin per escrit i que tinguin el caràcter de transferibles

## Avantatges
- Atorga liquiditat.
- És una via de finançament per a l'emissor.
- Pot reduir l'exposició al risc per part de l'emissor.

## Procés de titulització
Durant el procés de titulització, el seu emissor endosa el bé no líquid a l'empresa administradora, encarregada de la seva gestió posteriorment. Aquesta empres crea un patrimoni separat amb respecte al qual emet bons, és a dir, valors negociables.
Aquests bons es venen a inversors que assumeixen part o la totalitat del risc inherent als actius titulitzats.
Els detalls en els aspectes legals depenen de la legislació de cada Estat.